# Velká Bystřice
Velká Bystřice (niem. Groß Wisternitz) – miasto w Czechach, w kraju ołomunieckim.
Według danych z 31 grudnia 2003 powierzchnia miasta wynosiła 922 ha, a liczba jego mieszkańców 2913 osób.

## Demografia
| Rok             | 1970  | 1980  | 1991  | 2001  | 2003  |
| --------------- | ----- | ----- | ----- | ----- | ----- |
| Liczba ludności | 2 577 | 2 783 | 2 870 | 2 868 | 2 913 |

Źródło: Czeski Urząd Statystyczny